# Le Charme discret de la bourgeoisie
Pour plus de détails, voir Fiche technique et Distribution.
Le Charme discret de la bourgeoisie est une comédie noire franco-italo-espagnole co-écrite et réalisée par Luis Buñuel, sortie en 1972.
Le film suit un groupe de bourgeois qui tentent de dîner paisiblement mais sont interrompus par des situations de plus en plus absurdes.
Le film est récompensé par l'Oscar du meilleur film international lors de la 45e cérémonie des Oscars en 1973.

## Synopsis
Le film suit un groupe d'amis bourgeois : Rafael Dacosta, ambassadeur de la république bananière de Miranda ; François et Simone Thévenot, accompagnés de Florence, la sœur de Simone, alcoolique ; et Henri et Alice Sénéchal. Ils essaient de se réunir pour un repas, mais divers obstacles les en empêchent : la première fois, les invités se sont trompés de jour ; la deuxième, les invitants se sont éclipsés pour faire l'amour dans le jardin et reviennent trop tard ; puis ce sont des officiers en manœuvres qui viennent participer au repas ; interviennent ensuite des policiers qui arrêtent les trois amis et leurs épouses, mais sont contraints de les relâcher par le ministre de l'Intérieur.

## Fiche technique
- Titre original et francophone : Le Charme discret de la bourgeoisie
- Réalisation : Luis Buñuel
- Scénario : Luis Buñuel, Jean-Claude Carrière
- Photographie : Edmond Richard
- Décors : Pierre Guffroy
- Costumes : Jacqueline Guyot
- Montage : Hélène Plemiannikov
- Son : Guy Villette
- Production : Serge Silberman
- Sociétés de production : Greenwich Film Productions
- Sociétés de distribution : Fox Films France (France), Fox Films Italy (Italie), InCine (Espagne)
- Budget : 800 000 dollars
- Pays d'origine :  France,  Italie,  Espagne
- Langues originales : français, espagnol
- Format : couleur - 1.66:1 - 35 mm - mono
- Genre : comédie noire
- Durée : 102 minutes
- Dates de sortie :
  - France : 15 septembre 1972 (sortie nationale)

## Distribution[1]
- Fernando Rey : Rafael Dacosta
- Paul Frankeur : François Thévenot
- Delphine Seyrig : Simone Thévenot
- Bulle Ogier : Florence, la sœur de Simone
- Jean-Pierre Cassel : Henri Sénéchal
- Milena Vukotic : Inès, la domestique des Sénéchal
- Stéphane Audran : Alice Sénéchal
- Julien Bertheau : Mgr Dufour, l'évêque du diocèse
- Claude Piéplu : le colonel
- Muni : la paysanne
- Michel Piccoli : le ministre de l'Intérieur
- Georges Douking : le jardinier moribond
- Maria Gabriella Maione : la militante
- Robert Le Béal : le tailleur
- Bernard Musson : le serveur du salon de thé
- Christian Baltauss : le lieutenant du salon de thé
- François Maistre : le commissaire Delécluze
- Pierre Maguelon : le brigadier Tellier
- Alix Mahieux : la colonelle
- Maxence Mailfort : le sergent
- Jacques Rispal : l'agent de police
- Jean Degrave : le maître d'hôtel de l'auberge
- Ellen Bahl : la serveuse de l'auberge
- Sébastien Floche : le souffleur
- Claude Jaeger : Monsieur de Rochecahin, le père d'Hubert
- Anne-Marie Deschodt : la gouvernante d'Hubert de Rochecahin
- Jean-Michel Dhermay : Ramirez, le premier ami du sergent
- Robert Benoît : le second ami du sergent
- Christian Pagès : l'étudiant torturé
- Robert Le Béal : le tailleur
- José Luis Barros : le lieutenant colonel
- Robert Party : un officier à la réception
- Pierre Lary : un militaire à la réception
- Roger Caccia : le pianiste du salon de thé
- Henri Guégan : le chef du commando de tueurs
- Nicole Desailly : la veuve de l'auberge
- Gaston Meunier : un invité à la réception
- Olivier Bauchet
- François Guilloteau
- Jean-Claude Jarry
- Jean Revel
- Amparo Soler Leal
- Diane Vernon

## Production

### Genèse et développement
Buñuel, attiré par les actions et les paroles qui se répètent, cherchait un sujet sur cette thématique. Il part pour cela d'une anecdote arrivée à son producteur, Serge Silberman, qui devient la première scène du film, et qu'il développe en imaginant diverses situations où un groupe d'amis cherche à dîner ensemble sans y parvenir.
Pour Buñuel, « il existe une habitude surréaliste du titre qui consiste à trouver un mot ou un groupe de mots inattendus qui donnent une vision nouvelle d'un tableau ou d'un livre. » « En travaillant sur le scénario, nous n'avions jamais pensé à la bourgeoisie. Le dernier soir […] nous décidâmes de trouver un titre. » Parmi les titres proposés, Le Charme de la Bourgeoisie fut retenu et, après que Jean-Claude Carrière a fait remarquer qu'il manquait un adjectif, « entre mille "discret" fut choisi ».

### Tournage
Le tournage se déroule en région parisienne et notamment dans les Yvelines. La maison du couple Sénéchal se trouve à Clairefontaine-en-Yvelines, rue de Rochefort[réf. nécessaire].

## Analyse
Pour Buñuel, il lui « semblait qu'avec ce titre, Le Charme discret de la bourgeoisie, le film prenait une autre forme et presque un autre fond. On le regardait différemment. »
Les conventions du cinéma sont elles-mêmes remises en cause, quand les acteurs-convives découvrent qu'ils sont au milieu d'une scène de théâtre.
Comme dans la plupart des films de Buñuel s'intéressant au sujet de la bourgeoisie, l’attaque faite à la culture bourgeoise dénonce des pratiques et des comportements sans dénoncer pour autant les fondements de la domination bourgeoise dans la société en général. Vue de l'intérieur, et sans mise en perspective, la bourgeoisie n'est pas confrontée aux autres classes, ce qui n'empêche pas un point de vue acerbe du réalisateur sur les us et coutumes de ce petit monde[réf. nécessaire].
Le cinéaste Jean-Pierre Mocky, dans une interview sur sa « cinémathèque imaginaire » en 1999, estime que « Dans ce film, Buñuel est devenu un des Marx Brothers. Toutes les scènes sont très bizarres. »

## Autour du film
Le film a inspiré d'autres films, notamment par sa structure narrative autour des récits de rêves, citée par Roy Andersson comme influence pour Nous les vivants, ou le thème de l'évènement sans cesse reporté, que l'on retrouve dans Daaaaaalí !, de Quentin Dupieux. La scène du théâtre est également citée par Dupieux dans Au poste !.

## Distinctions

### Récompenses
- Prix Méliès 1972 pour Luis Buñuel
- Oscars 1973 : Oscar du meilleur film étranger pour Luis Buñuel

### Nomination
- British Academy Film Awards 1972 : British Academy Film Award du meilleur son pour Guy Villette